# Championnat du Liban de football 2024-2025
Navigation
Lebanese Premier League 2023-2024 Lebanese Premier League 2025-2026
La saison 2024-2025 de Lebanese Premier League est la 63e édition du Championnat du Liban de football. 
Le Nejmeh SC est le tenant du titre après avoir remporté pour la 9e fois la compétition alors que le Al Riyadi AAC et le Shabab Baalbek SC, rejoignent ce niveau de la compétition.
Le 26 septembre 2024, la Fédération du Liban de football (LFA) suspend la saison en raison de l'invasion israélienne du Liban dans le sud du pays. À la suite de l'accord de cessez-le-feu signé avec Israël le 27 novembre 2024, la LFA annonce que la saison reprend le 25 janvier 2025.

## Réglement
La Lebanese Premier League 2024-2025 est composé de douze clubs qui s'affrontent tous lors d'une seule confrontation. Les six premiers s'affrontent alors à nouveau à trois reprises entre eux ainsi que les six derniers. Le champion est l'équipe du premier groupe qui obtient le plus grand nombre de points après les 26 journées de championnat. À la fin de la compétition, le champion et son dauphin se qualifient pour la Challenge League 2025-2026 et les deux derniers du second groupe sont relégués en Lebanese Second Division l'année suivante. 
Le classement est calculé avec le barème de points suivant : une victoire vaut trois points, le match nul un. La défaite ne rapporte aucun point.
À égalité de points, les critères de départage sont les suivants :
1. Plus grand nombre de points dans les confrontations directes ;
2. Plus grande différence de buts dans les confrontations directes ;
3. Plus grande différence de buts générale ;
4. Plus grand nombre de buts marqués ;
5. Classement du fairplay.

Les règles 1 et 2 de départage des clubs lors des rencontres disputées entre eux ne peuvent s’appliquer que si les deux matchs les ayant opposés ont été joués.

## Participants
L'édition 2024-2025 est la 19e édition à douze équipes, les deux promus de Lebanese Second Division sont le Al Riyadi AAC et le Shabab Baalbek SC. Ces deux clubs remplacent les deux clubs relégués la saison précédente, le Al Ahly SCN et le Tripoli SC.
| Club               | Ville           | Classement 2023-2024 | Stade                       | Capacité |
| ------------------ | --------------- | -------------------- | --------------------------- | -------- |
| Nejmeh SC          | Beyrouth        | 1er                  | Rafic Hariri Stadium        | 5 000    |
| Al Ansar FC        | Beyrouth        | 2e                   | Ansar Stadium               |          |
| Al Ahed FC         | Beyrouth        | 3e                   | Al Ahed Stadium             | 2 000    |
| Safa SC            | Beyrouth        | 4e                   | Safa Stadium                | 4 000    |
| Bourj FC           | Bourj el-Brajné | 5e                   | Bourj el-Brajné Stadium     | 1 500    |
| RC Beyrouth        | Beyrouth        | 6e                   | Fouad Chehab Stadium        | 5 000    |
| Shabab Al Sahel FC | Beyrouth        | 7e                   | Shabab Al Sahel Stadium     |          |
| Tadamon SCT        | Tyr             | 8e                   | Sour Municipal Stadium      | 6 500    |
| CS La Sagesse      | Beyrouth        | 9e                   | Sin El Fil Stadium          |          |
| Chabab SCG         | Al-Ghaziyah     | 10e                  | Kfarjoz Municipal Stadium   | 2 000    |
| Al Riyadi AAC      | Al-Aabbassiyah  | 1er                  | Abbass Kazem Nasser Stadium |          |
| Shabab Baalbek SC  | Baalbek         | 2e                   | Baalbek Municipal Stadium   | 8 500    |

Légende des couleurs
- Phase de groupe de la Challenge League 2024-2025
- Promu de la Lebanese Second Division 2023-2024

| \| Nejmeh SC Al Ansar FC Al Ahed FC Safa SC Bourj FC RC Beyrouth Shabab Al Sahel FC CS La Sagesse Chabab SCG Al Riyadi AAC Shabab Baalbek SC Tadamon SCT \| Localisation des clubs engagés dans le championnat. |
| Nejmeh SC Al Ansar FC Al Ahed FC Safa SC Bourj FC RC Beyrouth Shabab Al Sahel FC CS La Sagesse Chabab SCG Al Riyadi AAC Shabab Baalbek SC Tadamon SCT                                                           |

## Compétition

### Première Phase
| Rang | Équipe              | Pts | J  | G  | N | P | Bp | Bc | Diff |
| ---- | ------------------- | --- | -- | -- | - | - | -- | -- | ---- |
| 1    | Al Ansar FC         | 31  | 11 | 10 | 1 | 0 | 31 | 7  | +24  |
| 2    | Safa SC             | 29  | 11 | 9  | 2 | 0 | 30 | 4  | +26  |
| 3    | Al Ahed FC          | 28  | 11 | 9  | 1 | 1 | 34 | 11 | +23  |
| 4    | Nejmeh SC T         | 17  | 11 | 5  | 2 | 4 | 12 | 8  | +4   |
| 5    | CS La Sagesse       | 16  | 11 | 4  | 4 | 3 | 12 | 11 | +1   |
| 6    | Tadamon SCT         | 14  | 11 | 4  | 2 | 5 | 13 | 14 | -1   |
| 7    | Shabab Al Sahel FC  | 13  | 11 | 4  | 1 | 6 | 14 | 21 | -7   |
| 8    | RC Beyrouth         | 9   | 11 | 1  | 6 | 4 | 4  | 14 | -10  |
| 9    | Al Riyadi AAC P     | 8   | 11 | 1  | 5 | 5 | 7  | 15 | -8   |
| 10   | Bourj FC            | 7   | 11 | 2  | 1 | 8 | 7  | 21 | -14  |
| 11   | Chabab SCG          | 6   | 11 | 1  | 3 | 7 | 5  | 18 | -13  |
| 12   | Shabab Baalbek SC P | 5   | 11 | 1  | 2 | 8 | 4  | 29 | -25  |

| Légende : Qualifications et relégations | Légende : Qualifications et relégations                    |
| --------------------------------------- | ---------------------------------------------------------- |
|                                         | Qualification pour la phase finale                         |
|                                         | Qualification pour la phase de relégation                  |
|                                         | T : Tenant du titre P : Promus de Lebanese Second Division |

### Deuxième phase
Seulement la moitié des points acquis en première phase sont reconduit en seconde phase.
| Rang | Équipe        | Pts | J  | G  | N | P  | Bp | Bc | Diff |
| ---- | ------------- | --- | -- | -- | - | -- | -- | -- | ---- |
| 1    | Al Ansar FC   | 48  | 26 | 20 | 3 | 3  | 58 | 15 | +43  |
| 2    | Safa SC       | 46  | 26 | 18 | 6 | 2  | 59 | 19 | +40  |
| 3    | Al Ahed FC    | 33  | 26 | 14 | 5 | 7  | 55 | 34 | +21  |
| 4    | Nejmeh SC T   | 32  | 26 | 11 | 7 | 8  | 41 | 30 | +11  |
| 5    | CS La Sagesse | 22  | 26 | 8  | 6 | 12 | 28 | 37 | -9   |
| 6    | Tadamon SCT   | 13  | 26 | 5  | 5 | 16 | 23 | 52 | -29  |

| Légende : Qualifications et relégations | Légende : Qualifications et relégations          |
| --------------------------------------- | ------------------------------------------------ |
|                                         | Phase de groupe de la Challenge League 2025-2026 |
|                                         | T : Tenant du titre                              |

| Rang | Équipe              | Pts | J  | G  | N  | P  | Bp | Bc | Diff |
| ---- | ------------------- | --- | -- | -- | -- | -- | -- | -- | ---- |
| 7    | Bourj FC            | 39  | 26 | 13 | 3  | 10 | 30 | 32 | -2   |
| 8    | Shabab Al Sahel FC  | 33  | 26 | 12 | 3  | 11 | 44 | 41 | +3   |
| 9    | RC Beyrouth         | 27  | 26 | 8  | 7  | 11 | 24 | 39 | -15  |
| 10   | Al Riyadi AAC P     | 27  | 26 | 7  | 10 | 9  | 32 | 27 | +5   |
| 11   | Shabab Baalbek SC P | 16  | 26 | 4  | 6  | 16 | 17 | 55 | -38  |
| 12   | Chabab SCG          | 10  | 26 | 2  | 7  | 17 | 19 | 49 | -30  |

| Légende : Qualifications et relégations | Légende : Qualifications et relégations |
| --------------------------------------- | --------------------------------------- |
|                                         | Relégation en Lebanese Second Division  |
|                                         | P : Promus de Lebanese Second Division  |

## Bilan de la saison
| Championnat du Liban de football 2024-2025 |                         |
| Champion                                   | Al Ansar FC (15e titre) |
| Qualifications continentales               |                         |
| Challenge League                           | Al Ansar FC             |
| Challenge League                           | Safa SC                 |
| Promotions et relégations                  |                         |
| Promus en Lebanese Premier League          | Jwaya SC                |
| Promus en Lebanese Premier League          | Al Mabarra Club         |
| Relégués en Lebanese Second Division       | Shabab Baalbek SC       |
| Relégués en Lebanese Second Division       | Chabab SCG              |